# Système NOR
Pour les articles homonymes, voir NOR.
Lire en ligne

Circulaire du 8 décembre 1986 relative à la mise en place d'un système normalisé de numérotation (NOR) des textes officiels publics

Le système NOR est un système normalisé de numérotation des textes officiels publiés en France depuis le 1er janvier 1987. Le code ainsi attribué est appelé « numéro NOR » ou simplement « NOR ».

## Origine et portée
Le système NOR a été créé par la circulaire du 8 décembre 1986 du secrétariat général du Gouvernement, Renaud Denoix de Saint Marc, par délégation du Premier ministre, Jacques Chirac. Il est entré en vigueur pour les textes publiés à partir du 1er janvier suivant, après une expérimentation dans trois ministères.
La numérotation normalisée a pour objectif de faciliter :
- le repérage de tous les textes officiels dès leur première émission, afin d'assurer un meilleur suivi de leur élaboration ;
- l'établissement de statistiques sur l'activité normative des administrations ;
- le classement rationnel de ces textes dans les divers fonds documentaires ;
- leur enregistrement et leur recherche dans les banques de données juridiques, conformément au décret de 1984 qui a créé le Centre national d'information juridique (CNIJ) et la Commission de coordination de l'informatique juridique (CCIJ)[β] ;
- l'accès du public à ces textes.

Font l'objet de la numérotation :
- tous les actes publiés dans l'édition Lois et décrets du Journal officiel de la République française, qu'il s'agisse de textes de portée générale ou de mesures individuelles ou collectives, avis, communications ;
- tous les actes de portée générale publiés dans les bulletins officiels des ministères.

Pour la plupart des textes, il est possible de chercher un texte publié sur le site Légifrance par son numéro NOR, et d'établir un lien hypertexte vers celui-ci avec une URL rédigée de la façon suivante : https://www.legifrance.gouv.fr/WAspad/UnTexteDeJorf?numjo=nor en remplaçant nor par le numéro effectif.
La circulaire a été reprise en annexe des circulaires du 2 janvier 1993 et du 30 janvier 1997 relatives aux règles d'élaboration, de signature et de publication des textes au Journal officiel.
Néanmoins, en pratique, le système NOR n'est pas utilisé par les juristes.

## Structure du NOR
Le NOR est composé de douze caractères alphanumériques :
- un code à trois lettres identifiant l'institution (ministère, ministère délégué, autorité administrative indépendante, établissement public, etc.) se trouvant à l'origine du texte. Ce code est fourni par une table de codification interministérielle dont la mise à jour est assurée par le secrétariat général du Gouvernement ;
- une lettre identifiant la direction ou le service le plus directement intéressé par le texte, la lettre X étant réservée au secrétariat général du Gouvernement tandis que la lettre L est utilisée pour les textes du Conseil constitutionnel se rapportant à une loi. Chaque ministère ou autorité administrative indépendante établit et tient à jour la liste codée de ces directions ou services ;
- deux chiffres pour identifier l'année de la mise à la signature du texte (qui peut être différente de son année effective) ;
- cinq chiffres identifiant un numéro d'ordre, pris dans une séquence propre à chaque responsable de l'attribution du NOR au sein du ministère ou l'autorité administrative indépendante concerné ;
- une lettre pour identifier la nature du texte.

### Trois premières lettres du code
Les trois premières lettres du code ont été essentiellement définies par la pratique, car la volatilité des producteurs de texte (à chaque remaniement ministériel, changement de périmètre de compétences, etc.) empêche de les fixer de manière contraignante.
Leur signification est la suivante,, :

#### Ministères et ministres délégués
- ACT : Artisanat, Commerce et Tourisme
- ACV : Anciens combattants et Victimes de guerre
- AFS : Affaires sociales et Santé
- AGL : Agroalimentaire
- AGR : Agriculture
- ANC : Anciens combattants
- APP : Apprentissage et Formation professionnelle
- ARC : Aménagement du territoire, Ruralité et Collectivités territoriales
- ARM : Armées
- ASE : Affaires sociales et Emploi
- ASS : Relations avec l'Assemblée nationale
- ATE : Aménagement du territoire et Environnement
- ATR : Aménagement du territoire et Reconversions
- AVI : Aménagement du territoire, Ville et Intégration
- BCF : Budget, Comptes publics et Fonction publique
- BCR : Budget, Comptes publics et Réforme de l'État
- BUD : Budget
- COP : Coopération
- COT : Collectivités territoriales
- CPA : Action et Comptes publics
- DCT : Décentralisation
- DEF : Défense
- DEV : Écologie, Développement et Aménagement durables
- ECE : Économie, Finances et Emploi
- ECO : Économie
- ENE : Énergie
- ESR : Enseignement supérieur et Recherche
- FAM : Famille et Enfance
- FCE : Finances et Commerce extérieur
- FRA : Francophonie
- FPP : Fonction publique
- HAN : Personnes handicapées
- ILE : Intégration et Lutte contre l'exclusion
- IMI : Immigration, Intégration, Identité nationale et Codéveloppement
- IND : Industrie
- INT : Intérieur
- IOC : Intérieur, Outre-mer et Collectivités territoriales
- JSA : Jeunesse et Solidarités actives
- JUS : Justice
- MAE : Affaires étrangères et européennes
- MCC : Culture et Communication
- MEN : Éducation nationale
- MES : Emploi et Solidarité
- MLV : Logement et Ville
- MOM : Outre-mer
- MTS : Travail, des Relations sociales et de la Solidarité
- PRM : Premier ministre
- RES : Recherche et Enseignement supérieur
- SJS : Santé, Jeunesse et Sports
- SOC : Affaires sociales
- SPR : Sports
- SPS : Santé et Sports
- SSA : Solidarités et Santé
- STF : Santé et Famille
- TRE : Transition écologique et solidaire
- TRA : Transports
- VIL : Ville
- VJS : Ville, Jeunesse et Sports

#### Autorités administratives indépendantes
- ACA : Autorité de contrôle des assurances et des mutuelles
- ACN : Autorité de contrôle des nuisances aéroportuaires
- ACO : Autorité de la concurrence
- ACP : Autorité de contrôle prudentiel
- ADE : Haute Autorité de lutte contre les discriminations et pour l'égalité
- ALD : Agence française de lutte contre le dopage
- AMF : Autorité des marchés financiers
- AMT : Autorité de régulation des mesures techniques
- ANJ : Autorité nationale des jeux
- ARA : Autorité de régulation des transports
- ARD : Autorité de régulation de la distribution de la presse
- ARJ : Autorité de régulation des jeux en ligne
- ART : Autorité de régulation des communications électroniques et des postes
- ASN : Autorité de sûreté nucléaire
- CAD : Commission d'accès aux documents administratifs
- CBA : Commission bancaire
- CCA : Commission de contrôle des assurances
- CCC : Commission nationale des comptes de campagne et des financements politiques
- CCL : Commission nationale de la communication et des libertés
- CCO : Conseil de la concurrence
- CDH : Commission nationale consultative des droits de l'homme
- CEA : Comité des entreprises d'assurance (d)
- CIS : Commission nationale de contrôle des interceptions de sécurité
- CIV : Comité d'indemnisation des victimes des essais nucléaires
- CND : Commission nationale de déontologie de la sécurité
- CNI : Commission nationale de l'informatique et des libertés
- CNP : Commission nationale du débat public
- CNT : Commission nationale de contrôle des techniques de renseignement
- COB : Commission des opérations de bourse
- CPL : Contrôleur général des lieux de privation de liberté
- CRE : Commission de régulation de l'énergie
- CSA : Conseil supérieur de l'audiovisuel
- CSD : Commission du secret de la Défense nationale
- CTF : Commission pour la transparence financière de la vie politique
- DFD : Défenseur des droits
- HAD : Haute Autorité pour la diffusion des œuvres et la protection des droits sur internet
- HAS : Haute Autorité de santé
- HAT : Haute Autorité pour la transparence de la vie publique
- HCE : Haut Conseil de l'évaluation de la recherche et de l'enseignement supérieur
- MED : Médiateur de la République
- MNE : Médiateur national de l'énergie
- PLD : Conseil de prévention et de lutte contre le dopage
- RCA : Autorité de régulation de la communication audiovisuelle et numérique

#### Établissements publics
- ANF : Agence nationale des fréquences
- CNR : Centre national de la recherche scientifique
- FPT : Centre national de la fonction publique territoriale
- IRD : Institut de recherche pour le développement
- NED : Institut national d'études démographiques
- RAG : Institut national de la recherche agronomique
- RIA : Institut national de recherche en informatique et en automatique
- TEA : Institut national de recherche en sciences et technologies pour l'environnement et l'agriculture

#### Organismes de droit privé
- FDJ : Française des jeux
- CVV : Conseil des ventes volontaires de meubles aux enchères publiques

#### Autres
- BDF : Banque de France - Conseil de la politique monétaire (d)
- CDB : Cour de discipline budgétaire et financière
- CDC : Caisse des dépôts et consignations
- CES : Conseil économique et social
- CET : Conseil d'État
- CJR : Cour de justice de la République
- CPT : Cour des comptes
- CSC : Conseil constitutionnel
- CTN : Commission générale de terminologie et de néologie
- CTR : Assemblées délibérantes de collectivités territoriales (conseils régionaux, conseils généraux puis départementaux, conseils territoriaux, assemblées de collectivités territoriales uniques, etc.)
- DIV : Haute Cour de justice ou élections présidentielles
- HCF : Haut Conseil des finances publiques
- HRU : Hors rubrique
- ICE : Informations relatives au Conseil économique, social et environnemental
- IDI : Informations diverses (statistiques mensuelles des vins, cours des monnaies, situation hebdomadaire de la Banque de France, etc.)
- INP : Informations parlementaires
- JCE : extraits du Journal officiel de l'Union européenne
- LDP : Loi du pays de Polynésie française
- PRE : Présidence de la République française
- VDP : Ville de Paris

### Dernière lettre du code
La signification de la dernière lettre du code est la suivante, :
- A : Arrêté
- B : Tableau (d'avancement, des ouvertures de crédits, etc.)
- C : Circulaire
- D : Décret
- E : Exequatur
- F : 2e rectificatif
- G : Communiqué (remise de lettres de créance, etc.)
- H : 3e rectificatif
- I : 4e rectificatif
- J : Instruction
- K : Liste
- L : Loi
- M : 5e rectificatif
- N : Note de service
- O : Accord collectif dans la fonction publique
- P : Rapport
- Q : Avenant
- R : Ordonnance
- S : Décision (Conseil constitutionnel, autorités administratives, etc.)
- T : Citation à l'ordre de la Nation
- V : Avis (homologation et annulation de normes, concours et vacance d'emploi, etc.)
- W : Réponse ministérielle
- X : Autres textes (délibérations, règlements, saisine du Conseil constitutionnel, observations du gouvernement, etc.)
- Y : Amnistie
- Z : 1er rectificatif